# Margatteoidea amoena
Margatteoidea amoena ist eine wahrscheinlich ausgestorbene Schabenart, die auf den Amiranten endemisch war. Sie ist nur von fünf Exemplaren bekannt, die 1905 auf der Insel Desroches gesammelt wurden. 

## Merkmale
Die Männchen haben eine Länge von 10 mm, die Weibchen sind mit 8 mm kleiner. Die hell weißlich-gelben Tegmina und die Flügel sind bei beiden Geschlechtern voll ausgebildet. Der Kopf ist dunkel gezeichnet. Die Vorderbrust ist schwarz umsäumt. Die Tegmina hat graue Ränder. Der vordere Unterrand der Vorderschenkel ist bedornt und besitzt zwei Distaldornen. Nur das vierte Tarsalglied ist mit einem Pulvillus versehen. Die Tarsalklauen sind symmetrisch und unspezialisiert. Arolien (Haftläppchen) sind vorhanden. Von Arten der ähnlichen Gattung Margattea unterscheidet sich Margatteoidea amoena vor allem durch das Fehlen der Pulvillen auf den drei proximalen Tarsalgliedern.

## Lebensraum
Margatteoidea amoena bewohnte das Küstenwaldland und Kokosnussplantagen.

## Status
Margatteoidea amoena wurde 2012 von der IUCN in die Kategorie „ausgestorben“ (extinct) klassifiziert. Trotz einer intensiven Suche im Jahr 2006 hat es seit der Typensammlung keinen sicheren Nachweis der Art gegeben. 2007 richtete ein Brand ernste Zerstörungen in den verbliebenen Waldflächen auf Desroches an.

## Systematik
Die Art wurde 1924 von Ignacio Bolívar als Supella amoena beschrieben. 1959 wurde sie von Kārlis Princis als Typusart der neuen Gattung Margatteoidea klassifiziert.